# Дијагонални ефекат
Дијагонални ефекат је појава код s- и p- елемената, да први хемијски елемент у групи по својим физичким и хемијским својствима подсећа на елементе наредне групе. Тако литијум по својим особинама наликује на магнезијум; затим берилијум личи на алуминијум, бор личи на силицијум, што може да се прикаже шематски. 
| друга периода |
| трећа периода |

Узрок дијагоналном ефекту у Периодном систему елемената је слична електронегативност и подједнака величина наведених атома.

## Последице
Последице дијагоналног ефекта, односно својства по којима су литијум и магнезијум међусобно слични су:
1. Литијум се једини са азотом и даје нитрид . Магнезијум такође реагује и даје .
2. Литијум са кисеоником реагује и даје . Магнезијум сагоревањем даје магнезијум оксид, MgO.
3. Пероксиди оба метала настају у реакцији њихових хидроксида са водоник-пероксидом.
4. Карбонати на повишеној температури се разлажу на оксиде и угљен-диоксид.
5. Нитрати се разлажу на повишеној температури на исти начин.
6. Флуориди су умерено растворни у води.
7. је мање растворан у води од других хидроксида, управо као и .
8. је више растворљив у води од перхлората других алкалних метала, док су перхлорати свих земноалкалних метала, самим тим и  веома растворни.

## Сличности и разлике
Прва и друга група Периодног система се називају s-елементи, самим тим, имају међусобне сличности, попут тога да се убрајају у најреактивније елементе и представљају редукциона средства. Такође, за разлику од елемената осталих група, у једињењима ових елемената је заступљена искључиво јонска веза (изузетак су једино поједина органска једињења са литијумом, где је пронађена ковалентна веза). Затим, ови метали са водом бурно реагују дајући хидроксид и водоник, с тим што литијум и берилијом дају не толико бурну реакцију. Штавише, директно реагују са кисеоником и халогеним елементима.
Разлике између прве и друге групе су то што су једино елементи друге групе, калцијум и магнезијум пронађени у елементарном стању у природи. Алкални метали се одликују мањом тврдоћом. Оксидационо стање свих елемената прве групе је увек +1, док друге групе +2. У реакцији са азотом, од алкалних метала једино литијум ступа у реакцију, дајући нитриде, док елементи друге групе имају могућност раскидања троструке везе у азоту. Такође, у реакцији са амонијаком, алкални метали дају амиде, а земноалкални хексааммине.